# تمایز: نقد اجتماعی قضاوت‌های ذوقی
تمایز: نقد اجتماعی قضاوت‌های ذوقی (به فرانسوی: La distinction : Critique sociale du jugement) و (به انگلیسی: Distinction) کتابی است که در سال ۱۹۷۹ توسط پیر بوردیو (۱۹۳۰–۲۰۰۲) جامعه‌شناس فرانسوی نوشته شده که بر اساس پژوهش تجربی نویسنده از سال ۱۹۶۳ تا ۱۹۶۸ و یک گزارش جامعه‌شناختی در مورد وضعیت فرهنگ فرانسه است. در سال ۱۹۸۴ «تمایز: نقد اجتماعی قضاوت‌های ذوقی» برای اولین بار به زبان انگلیسی ترجمه و منتشر شد. در سال ۱۹۹۸ انجمن بین‌المللی جامعه‌شناسی «تمایز» را به عنوان یکی از ده کتاب مهم جامعه‌شناسی سده بیستم انتخاب کرد. در سال ۱۳۹۰ این کتاب بوردیو توسط حسن چاوشیان به زبان فارسی ترجمه و در تهران منتشر شده‌است.

## خلاصه
بوردیو می‌گوید کسانی که حجم بالایی از سرمایه فرهنگی – دارایی‌های اجتماعی غیرمالی مانند آموزش دارند که تحرک اجتماعی فراتر از ابزارهای اقتصادی را ممکن می‌سازد، به احتمال زیاد می‌توانند تعیین کنند که چه چیزی ذوق را در جامعه تشکیل می‌دهد. کسانی که در کل سرمایه کمتری دارند سلیقه و تمایز فرهنگ بالا و پایین را مشروع و طبیعی می‌دانند و بنابراین محدودیت‌های موجود در تبدیل اشکال مختلف سرمایه (اقتصادی، اجتماعی، فرهنگی) را می‌پذیرند. کسانی که در کل سرمایه کمی دارند و نمی‌توانند به آن دسترسی پیدا کنند حجم بیشتری از سرمایه فرهنگی دارند زیرا ابزار لازم برای این کار را ندارند. این می‌تواند به معنای نداشتن اصطلاحات برای توصیف یا روش‌های درک آثار هنری کلاسیک، به دلیل ویژگی‌های عادت‌واره باشد. بوردیو در این رابطه مدعی است مردم طبقه کارگر انتظار دارند اشیا کارکردی را انجام دهند در حالی که کسانی که فاقد نیازهای اقتصادی هستند، می‌توانند نگاه خالص و جدا از زندگی روزمره داشته باشند. بوردیو استدلال می‌کند پذیرش اشکال «مسلط» سلیقه، نوعی «خشونت نمادین» است. یعنی طبیعی شدن این تمایز سلیقه و نادرست تشخیص آن به عنوان ضروری، طبقات تحت سلطه را از ابزار تعریف جهان خود محروم می‌کند که منجر به زیان کسانی می‌شود که سرمایه کلی کمتری دارند. علاوه بر این، حتی طبقات اجتماعی زیردست هم‌زمانی ممکن است به نظر برسد که ایده‌های خود را دارند که چه چیزی خوب است و چه چیزی خوب نیست. «زیبایی‌شناسی» طبقه کارگر زیبایی‌شناسی تحت سلطه‌ای است که دائماً موظف است خود را بر اساس زیبایی‌شناسی مسلط طبقه حاکم تعریف کند.

## نظریه
انتخاب‌های زیبایی‌شناختی یک فرد «کسری‌های طبقاتی» (گروه‌های اجتماعی مبتنی بر طبقات) را ایجاد می‌کند و به‌طور فعال یک طبقه اجتماعی را از سایر طبقات اجتماعی یک جامعه دور می‌کند. از این رو، تمایل به انواع خاصی از غذاها، موسیقی و هنر در کودکان آموزش داده می‌شود و این سلیقه‌های طبقه ای خاص (نه خاص و نه فردی) به هدایت کودکان به موقعیت‌های اجتماعی «مناسب» کمک می‌کند. از این رو، انتخاب خود به یک بخش طبقاتی با برانگیختن درونی‌سازی ترجیحات کودک برای اشیا و رفتارهای مناسب برای او به عنوان عضوی از یک طبقه اجتماعی و همچنین ایجاد بیزاری نسبت به اشیاء و رفتارهای ترجیحی سایر طبقات اجتماعی حاصل می‌شود. در عمل، هنگامی که مرد یا زنی با فرهنگ و هنر طبقه اجتماعی دیگری روبرو می‌شود، احساس انزجار، برانگیختگی از وحشت یا عدم تحمل احشایی (احساس بیماری) نسبت به ذوق دیگران می‌کند.
بنابراین، « ذوق» مثال مهمی از سلطه فرهنگی، چگونگی تعیین کسری‌های طبقاتی است. این فقط در اختیار داشتن سرمایه اجتماعی و سرمایه اقتصادی نیست بلکه در اختیار داشتن سرمایه فرهنگی نیز هست. القا و کسب سرمایه فرهنگی به عنوان یک مکانیسم موذیانه برای تضمین بازتولید اجتماعی و همچنین بازتولید فرهنگی طبقه حاکم استفاده می‌شود. علاوه بر این، چون در سنین پایین به افراد ذوق آموزش داده می‌شود، ذوق عمیقاً درونی می‌شود. تنظیم مجدد اجتماعی برای ذوق بسیار دشوار است. ذوق القاء شده و اکتسابی تمایل به شناسایی دائمی یک فرد به عنوان یکی از طبقه اجتماعی خاص دارد و این مانع تحرک اجتماعی می‌شود. به این ترتیب، سلیقه‌های فرهنگی طبقه مسلط (حاکم) تمایل دارد بر ذائقه سایر طبقات اجتماعی تسلط یابد. وادار کردن مردان و زنان طبقاتی که از نظر اقتصادی و فرهنگی تحت سلطه هستند به انطباق با ترجیحات زیبایی شناختی غالب، یا خطر عدم تأیید «اجتماعی» (اما در واقع، کسری و سلطه جویانه) - خام، مبتذل و بی‌مزه به نظر برسد.

## روش‌شناسی
بوردیو تحت تأثیر ساختارگرایی تلاش کرد از اتکای سنتی به تحلیل رگرسیون در جامعه‌شناسی معاصر فراتر رفته و به رویکرد کمی دقیق‌تری دست یابد. به جای تکیه بر همبستگی چندگانه متغیرهای مستقل، او علاقمند به ایجاد چارچوبی بود که به او اجازه می‌دهد نظام کامل روابط را که اصل واقعی نیرو را تشکیل می‌دهد و شکل خاص تأثیرات ثبت شده در فلان همبستگی را تشکیل می‌دهد را مشاهده کند. برای تجزیه و تحلیل در تمایز: نقد اجتماعی قضاوت‌های ذوقی، بوردیو که با تکنسین آماری خود - صلاح بودجا - کار می‌کرد، چندین دور تحلیل تناظر را بر روی مجموعه‌ای از داده‌های دو نظرسنجی، «نظرسنجی کداک» در سال ۱۹۶۳ و «بررسی سلیقه» در سال ۱۹۶۷ به کار برد. علاوه بر این تحلیل، بوردیو همچنین تحلیل مکاتباتی را برای زیرمجموعه‌ای از داده‌ها، پاسخ‌هایی از آنچه بوردیو «طبقات مسلط» و «خرده‌بورژوازی» می‌نامید، اعمال کرد. این نوع پژوهش بیانگر تلاش اولیه برای تحلیل داده‌های هندسی، به ویژه تحلیل مکاتبات چندگانه بود که به یک چارچوب روش شناختی مهم در کار بعدی بوردیو تبدیل شد.

## معرفی
در سال ۱۹۹۸ انجمن بین‌المللی جامعه‌شناسی تمایز: نقد اجتماعی قضاوت‌های ذوقی را به عنوان یکی از ده کتاب مهم جامعه‌شناسی سده بیستم پس از ساخت اجتماعی واقعیت (۱۹۶۶) اثر پیتر برگر و توماس لاکمن ولی پیش از فرایند متمدن‌سازی (۱۹۳۹) اثر نوربرت الیاس  رأی داد. منتقد کامیل پالیا موافقت خود را با این نتیجه‌گیری بوردیو اعلام کرد که ذوق به تغییر مفروضات اجتماعی بستگی دارد ولی پیشنهاد کرد باید آشکار می‌بود و تمایز را رد کرد.